# Stephanie Economou

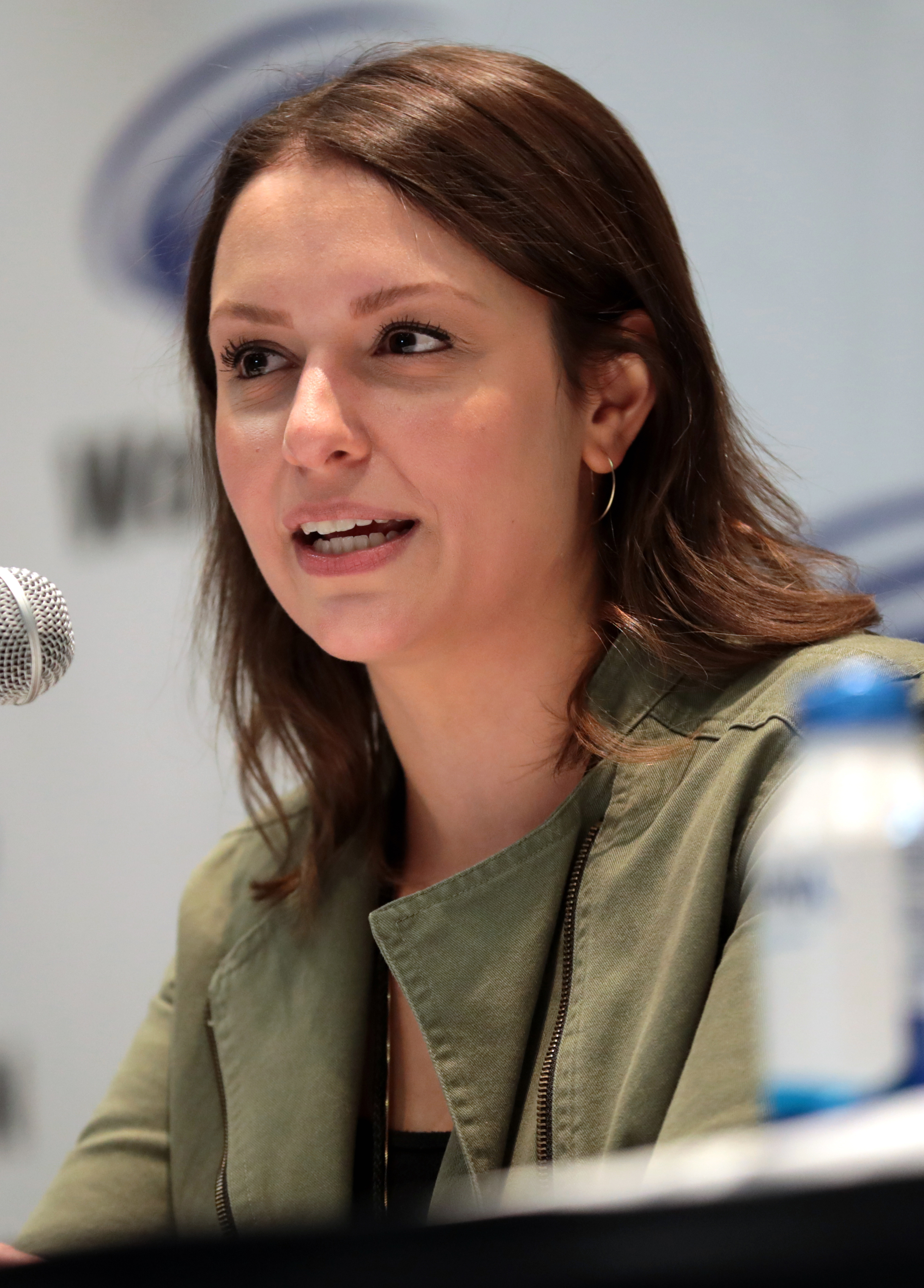
Stephanie Economou bei der WonderCon 2022

Stephanie Economou (* 1990 in New York) ist eine US-amerikanische Komponistin. Sie komponiert sowohl Filmmusik, als auch Musik für Computerspiele. Für ihre Musik zu einer Ausgabe von Assassin’s Creed Valhalla wurde sie 2023 mit einem Grammy ausgezeichnet.

## Biografie
Stephanie Economou wuchs in Long Island auf und spielte in ihrer Jugend Geige. Sie entwickelte eine Vorliebe für Klassik und moderne Orchestermusik und nach einem High-School-Kurs in Musiktheorie und Komposition entschloss sie sich zu einem Studium mit dem Ziel, Komponistin zu werden. Sie machte ihren Bachelor am New England Conservatory und den Master an der University of California in Los Angeles, wo sie gleich Anschluss an die Filmszene fand. Sie schaffte es in das Komponistenteam von Harry Gregson-Williams und bekam Zugang zu großen Filmprojekten.
Durch die Zusammenarbeit erschien ihr Name ab Mitte der 2010er Jahre in Soundtracks zu Filmen wie Der Marsianer, Die Frau des Zoodirektors und Mulan, zu denen sie Beiträge bzw. zusätzliche Musik lieferte. Bei der Fernsehserie Manhunt: Tödliche Spiele wurde sie 2020 neben Gregson-Williams und Gregory Tripi als Hauptkomponistin genannt.
Sechs Jahre war sie leitende Kompositionsassistentin, danach ging sie eigene Wege und führte eigene größere Projekte durch. Sie schrieb unter anderem die Musik für die Netflix-Serie Jupiter’s Legacy, für die sie mit dem Nachwuchspreis der Society of Composers & Lyricists ausgezeichnet wurde. Auch die BAFTA in Großbritannien würdigte sie für ihren persönlichen Durchbruch als Komponistin. Weitere bekannte Werke, die sie musikalisch ausstattete, waren Komödien wie der Robert-de-Niro-Film Und dann kam Dad und die Filmfortsetzung My Big Fat Greek Wedding – Familientreffen.
2021 bekam sie auch das Angebot, die Begleitmusik für Computerspiele der Assassin’s-Creed-Reihe zu komponieren. Sie schrieb die Musik für die zweite Zukauferweiterung (DLC) Belagerung von Paris von Assassin’s Creed: Valhalla und im Jahr darauf für den Nachfolger Die Zeichen Ragnaröks. Für Letztere erhielt sie einen Grammy für den besten komponierten Videospielsoundtrack des Jahres. Sie war die erste Preisträgerin in der 2023 neu eingeführten Kategorie.

## Kompositionen
Soundtrackbeteiligungen (mit Harry Gregson-Williams)
- Der Marsianer (2015)
- Die Frau des Zoodirektors (2017)
- Live by Night (2017)
- Breath (2017)
- Meg (2018)
- The Equalizer 2 (2018)
- Penguins (2019)
- Catch-22 (2019)
- Whiskey Cavalier (2019)
- Mulan (2020)
- Manhunt: Tödliche Spiele (2020)

Eigene Film- und Serienkompositionen
- Jupiter’s Legacy (2021)
- Die Professorin (2021)
- Ruby taucht ab (2023)
- Und dann kam Dad (2023)
- My Big Fat Greek Wedding – Familientreffen (2023)
- The Book of Jobs (2024)

Computerspielsoundtracks
- Assassin’s Creed: Valhalla – Erweiterungen
  - Belagerung von Paris (engl. The Siege of Paris, 2021)
  - Die Zeichen Ragnaröks (engl. Dawn of Ragnarök, 2022)

## Auszeichnungen
- David Raksin Award for Emerging Talent der Society of Composers & Lyricists (USA, 2021)
- Breakthrough Artist der British Academy of Film and Television Arts (UK, 2021)
- Best Score Soundtrack for Video Games and Other Interactive Media bei den Grammy Awards 2023 (für Assassin’s Creed Valhalla: Dawn of Ragnarök)
- Outstanding Original Score for Interactive Media der Society of Composers & Lyricists (für Assassin’s Creed Valhalla: Dawn of Ragnarök, 2023)